# Paedophryne amauensis
Paedophryne amauensis es una especie de anfibio anuro de la familia Microhylidae. Es endémica de Papúa Nueva Guinea y fue descubierta en agosto de 2009 y descrita oficialmente en enero de 2012. Con 7,7 mm de longitud, es el vertebrado conocido más pequeño.

## Descubrimiento
La especie de rana fue descubierta en agosto de 2009 por el herpetólogo Christopher Austin en una expedición para explorar la diversidad de Papúa Nueva Guinea, cerca del pueblo de Amau en la Provincia Central. El descubrimiento fue publicado en la revista PLoS ONE en enero de 2012.
La rana Paedophryne amauensis es difícil de detectar debido a que el sonido que produce se parece al producido por los insectos y a que se camufla entre las hojas del suelo. Mientras grababa los sonidos nocturnos de las ranas, Austin y Rittmeyer usaron la triangulación para identificar la localización del animal y descubriendo a la rana tras recoger la hojarasca y poniéndola en unas bolsas de plástico, viendo en su interior a la rana saltando.

## Distribución
Esta especie es endémica de la Provincia Central en Papúa Nueva Guinea. Fue descubierta a 177 m de altitud.

## Características

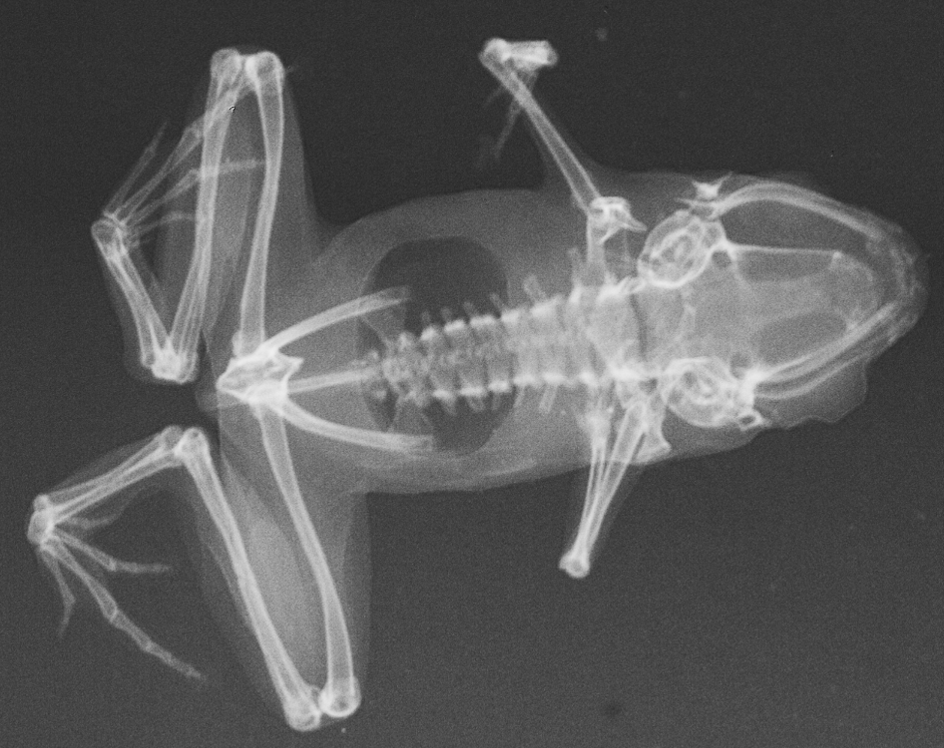
Imagen de rayos X de un paratipo de Paedophryne amauensis (LSUMZ 95002).

P. amauensis es 0,2 milímetros más pequeña que el anterior vertebrado más pequeño, una especie de carpa (Paedocypris progenetica) de Indonesia. La rana vive en el suelo, y su ciclo de vida no incluye una fase de renacuajo. Es crepuscular y se alimenta de pequeños invertebrados. Son capaces de saltar treinta veces su propia longitud corporal. Los machos atraen a las hembras con una serie de sonidos muy agudos de 8400–9400 Hz parecidos a los de un insecto.

## Hábitat
Como todas las especies de Paedophryne conocidas, Paedophryne amauensis vive en la hojarasca del suelo de las selvas tropicales.